# Geologia

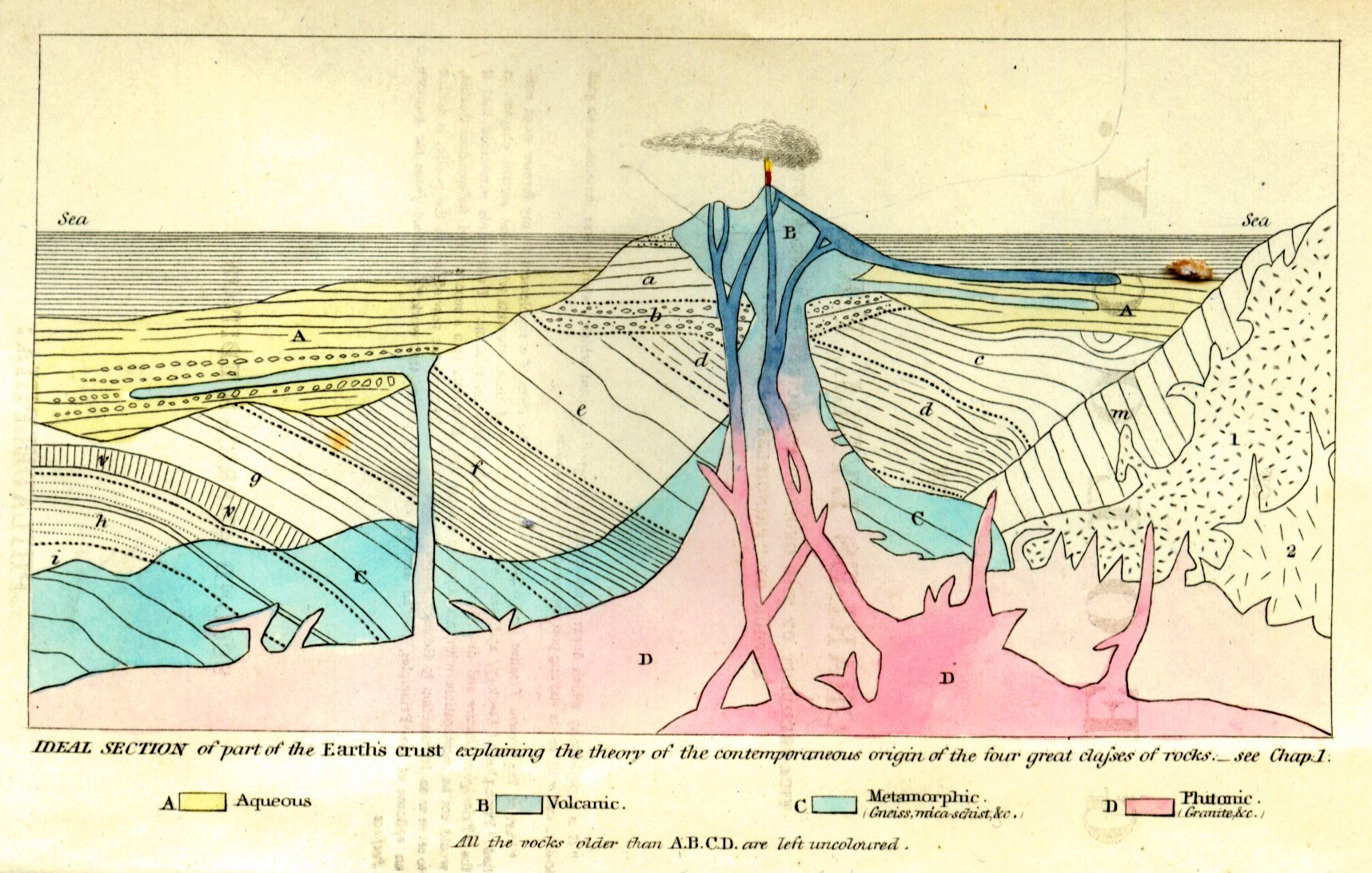
Immagine del frontespizio del volume Principi di Geologia di Charles Lyell.

La geologia  (dal greco γῆ, gê, "terra" e λόγος, logos, "studio") è la disciplina delle scienze della Terra che studia i processi fisico-chimici che plasmano e trasformano nel tempo la Terra, in riferimento alle rocce di cui è composta (litosfera). Tradizionalmente la geologia s.s. studia la costituzione, la struttura e l'evoluzione della crosta terrestre. In chiave più moderna la geologia tratta anche i corpi del Sistema Solare che presentano una superficie solida (esogeologia).
Rientrando nel novero delle scienze naturali (insieme a scienze quali la fisica, la biologia, la chimica, l'astronomia), viene considerata una scienza dura.

## Storia
Le prime ipotesi che la Terra avesse un comportamento dinamico e che quindi i rapporti tra continenti e oceani potessero cambiare furono formulate già dai filosofi pitagorici.
In epoca moderna, uno dei primi scienziati ad occuparsi di aspetti geologici in chiave rigorosa, nella prima metà del XVI Sec., è stato il mineralogista tedesco Georg Agricola (1494 - 1555).
Il termine "geologia" fu comunque utilizzato per la prima volta solo nel 1603, dal naturalista Ulisse Aldrovandi. Un ulteriore geologo e naturalista del XVII secolo fu il vescovo danese Niccolò Stenone; quest'ultimo formulò alcuni dei princìpi fondamentali della stratigrafia.
I padri della geologia moderna sono considerati gli scozzesi James Hutton (1726 - 1797) e Charles Lyell (1797 - 1875), ai quali, in particolare, è attribuita la formulazione della dottrina dell'attualismo. Un impulso determinante allo sviluppo della geologia in chiave moderna venne offerto anche dalla formulazione della rivoluzionaria teoria dell'evoluzione da parte del naturalista britannico Charles Darwin (1809 - 1892).
In epoca più recente hanno fornito apporti determinanti alla disciplina i geologi Eduard Suess, Albert Heim, Maurice Lugeon, Emile Argand, Frank Bursley Taylor e, soprattutto, il geofisico tedesco Alfred Wegener, autore della teoria della tettonica delle placche.
Dalla fine del XX secolo la geologia ha esteso il suo campo di indagine a tutti pianeti ed agli altri corpi solidi facenti parte del sistema solare.

## Descrizione
Nel campo scientifico la geologia ha fornito la prova principale per la tettonica delle placche, ha ricostruito la storia della vita e dell'evoluzione delle specie viventi, ha ricostruito le evoluzioni dei climi del passato, ha fornito gli elementi (e indaga tuttora) per la comprensione di molti fenomeni naturali.

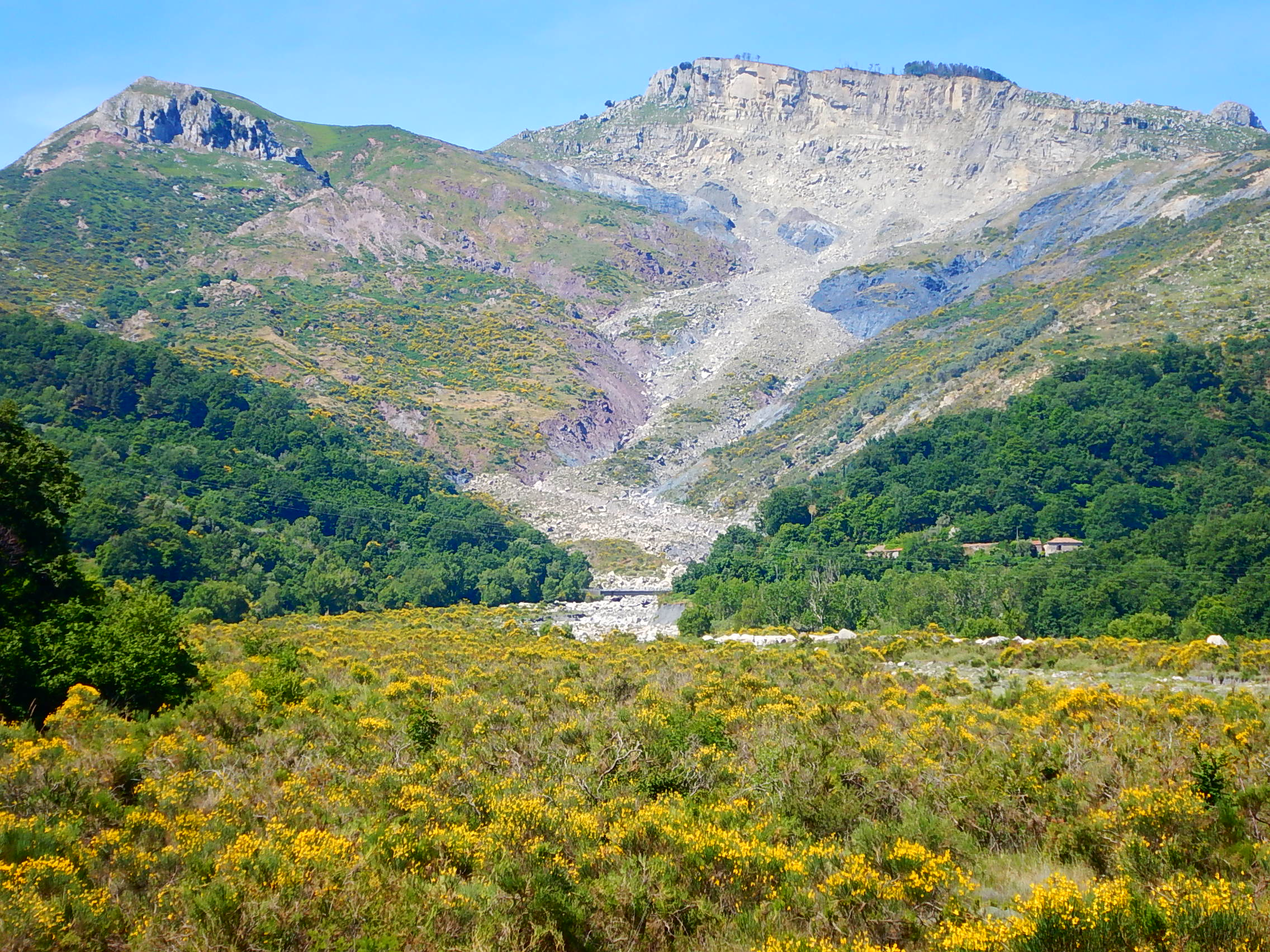
I diversi colori mostrano i diversi minerali che costituiscono il monte Ritagli di Lecca visto da Fondachelli Fantina, Sicilia

Lo studio approfondito del nostro pianeta ha portato a suddividere la geologia in molte discipline specializzate tra cui le più conosciute sono: la vulcanologia, che studia i vulcani, la sismologia, che si occupa di terremoti, la geomorfologia che esamina le forme e il modellamento del paesaggio, la Pedologia che studia i suoli, l'Idrogeologia che si concentra sulle acque sotterranee, la mineralogia e la petrografia che si occupano rispettivamente di minerali e rocce, e la paleontologia che a partire dai fossili ricostruisce la storia della vita sulla Terra dalla sua origine sino ad oggi. La geologia si occupa anche della ricostruzione della storia della Terra attraverso l'indagine della successione degli eventi fisici, chimici e biologici che ne hanno determinato nel corso dei tempi l'evoluzione fino allo stadio attuale.

## Discipline collegate
Data la vastità e la complessità delle problematiche legate a questo campo di studi, la geologia è integrata con altre discipline, che costituiscono l'insieme delle scienze della Terra:
- la geofisica per lo studio della Terra tramite la misurazione e l'interpretazione di parametri fisici con strumenti posti prevalentemente sulla superficie terrestre, entro pozzi perforati fino ad una profondità di pochi chilometri dalla superficie o telerilevamenti da satelliti, integrati con concetti di fisica e scienza dei materiali;
- la mineralogia per l'analisi dei minerali contenuti nelle rocce integrandosi con chimica e fisica;
- la paleontologia per lo studio dell'evoluzione degli organismi vissuti sulla superficie del pianeta integrandosi con la biologia e la botanica;
- l'astronomia, quando alcuni fenomeni sono direttamente generati dall'interazione della Terra con altri corpi planetari o stellari (ad esempio l'impatto con un meteorite).

## Ambiti specialistici
La geologia afferente alle scienze della Terra può essere a sua volta suddivisa in numerosi ambiti specialistici, spesso intercomunicanti tra loro:
- Geologia generale: studio dei meccanismi e delle cause che hanno generato e modificato la Terra
  - Petrografia: descrive e classifica le rocce secondo le loro caratteristiche di colore, granulometria (tessitura), organizzazione strutturale dei singoli elementi che la compongono (fabric)
  - Petrologia: studia l'origine e le modalità evolutive dei tipi di rocce
- Geochimica: la scienza che studia la distribuzione ed i rapporti quantitativi degli elementi chimici contenuti nella litosfera, (nell'idrosfera, nell'atmosfera e nella biosfera), e le loro interazioni
  - Sedimentologia: analisi dei processi e degli ambienti che portano alla formazione di una roccia sedimentaria

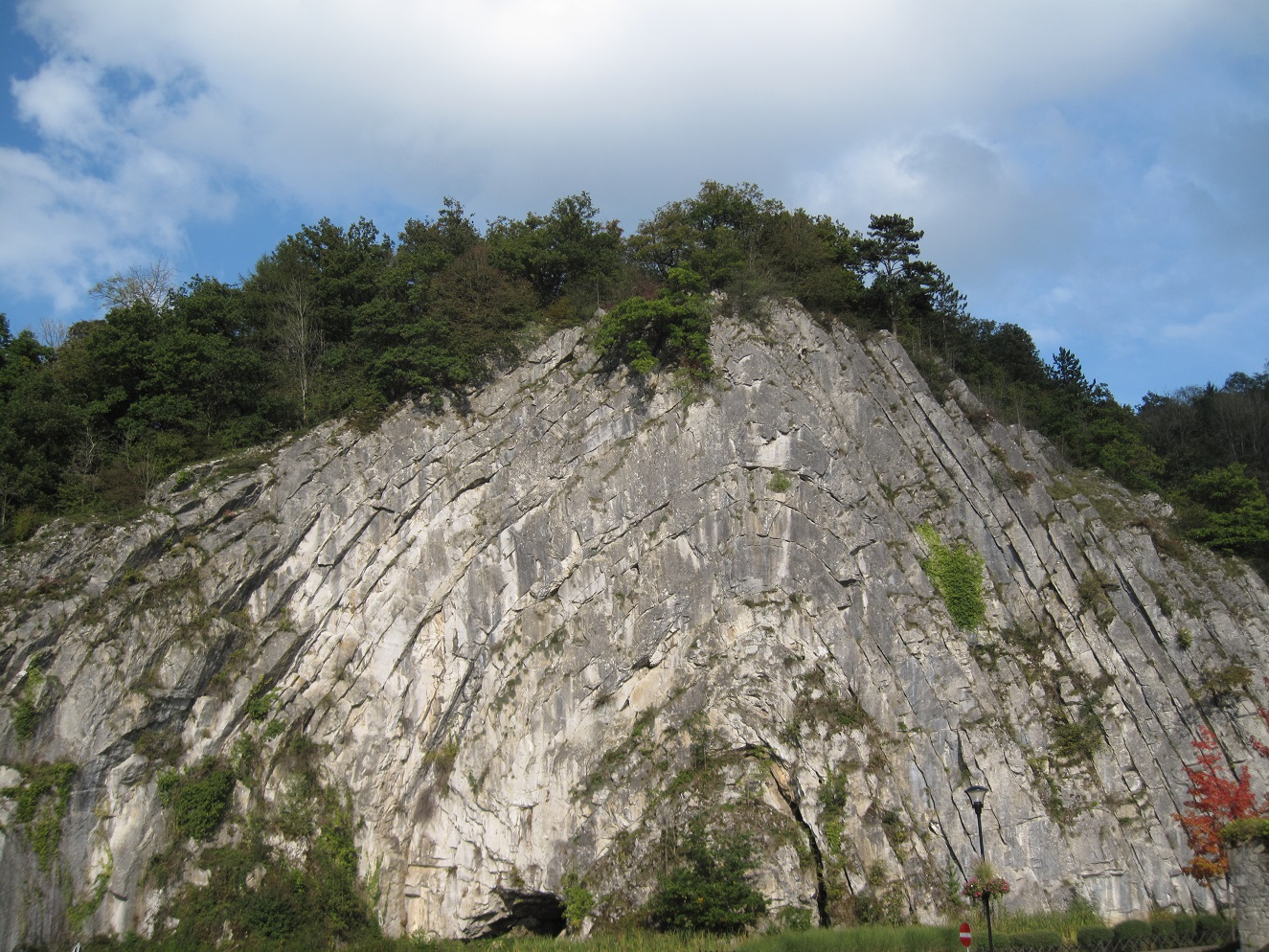
L'anticlinale di Durbuy o Homalius Rock ha 300 milioni di anni.

- Stratigrafia: studio dell'organizzazione nel tempo e nello spazio delle successioni rocciose sedimentarie e della loro datazione (vedi anche Paleontologia e Paleogeografia).
  - Icnologia: studio delle tracce fossili preservate nelle rocce.
  - Biostratigrafia: studio della distribuzione dei fossili entro gli strati rocciosi, e della loro evoluzione per determinare l'età delle formazioni rocciose e compiere correlazioni locali, regionali e globali.
  - Geocronologia: studio dell'età assoluta delle rocce
  - Cronostratigrafia: integrazione dei risultati della Biostratigrafia e della Geocronologia per produrre uno schema, di tipo gerarchico, di datazione delle rocce applicabile a larga scala possibile ed al maggior numero possibile di rocce.
- Tettonica: studio delle deformazioni rigide o plastiche della crosta terrestre
  - Geologia strutturale: studio delle deformazioni rigide (fragili) o plastiche (duttili) delle rocce
  - Geodinamica: studio della dinamica delle placche litosferiche (vedi teoria della Tettonica a zolle)
- Geologia regionale: che individua aree (chiamate regioni[1]) omogenee dal punto di vista geologico, della crosta terrestre, ne descrive i lineamenti geologici tipici, ne delinea la storia geologica ed i rapporti reciproci con le regioni confinanti.
- Geologia storica: che organizza i dati della geologia regionale, stratigrafia e geologia tettonica in una sequenza di eventi che descrivono l'evoluzione della crosta terrestre durante le ere geologiche
- Geomorfologia: studio delle forme della superficie terrestre e dei processi che le originano e\o contribuiscono alla loro evoluzione
  - Climatologia: studio del clima terrestre attuale e passato
  - (Idrologia: studio delle relazioni fra l'acqua e la superficie terrestre in senso lato)
  - Glaciologia: studio dei ghiacciai terrestri.
- Vulcanologia: studio dell'origine, dell'evoluzione, delle forme e dei prodotti di un vulcano
- Geofisica: (anche detta fisica terrestre) è in generale l'applicazione di misure e metodi fisici allo studio delle proprietà fisiche del pianeta Terra.
- Geologia Planetaria o Esogeologia: studio dei pianeti del Sistema Solare e degli altri corpi solidi del sistema solare dal punto di vista geologico.

Quando il geologo, spesso utilizzando conoscenze e tecniche di più rami della geologia, svolge attività di campagna per il riconoscimento degli elementi geologici di un territorio e la compilazione di una cartografia geologica, si parla di rilevamento geologico.
Altre suddivisioni sono utilizzate per specifici campi di intervento della geologia:
- Geologia applicata: è un termine onnicomprensivo che si riferisce all'utilizzo delle Scienze della Terra per la soluzione di problemi dell'uomo e dell'uomo in relazione all'ambiente, in cui l'aspetto geologico gioca un ruolo rilevante sia per competenze tematiche sia in termini di legge.
- Geologia degli idrocarburi è un termine usato per indicare uno specifico gruppo di discipline di Scienze della terra sviluppate ed applicate alla ricerca e produzione di idrocarburi dal sottosuolo. Le conoscenze acquisite in questo campo oggi vengono estese ai campi applicativi della geotermia profonda, dello stoccaggio sotterraneo del gas, e dello smaltimento sotterraneo dell'anidride carbonica.
- Geologia mineraria: indica l'applicazione e l'approfondimento di alcune branche delle Scienze della Terra allo scopo di individuare e sfruttare le risorse minerarie, rinvenibili nella crosta terrestre
- Geologia marina: è un termine onnicomprensivo che indica lo studio delle caratteristiche attuali dei mari e dei loro fondali dal punto di vista delle Scienze della Terra
- Geologia urbana: studio delle aree urbane, in funzione delle caratteristiche fisiche del territorio. Si avvale di un approccio metodologico interdisciplinare. Si avvale di dati non solo attinenti alle Scienze della Terra, ma anche pertinenti ad altre discipline (dati geoarcheologici, storici, cartografici ecc.).
- Geotecnologie: si occupa dello studio del territorio con l'aiuto e lo sviluppo delle tecnologie digitali informatiche (tecniche di telerilevamento, fotogrammetria digitale, elaborazione di cartografie tematiche...)

Ciascuno di questi ambiti, in cui convenzionalmente è suddivisa la geologia, pur sviluppandosi in una specializzazione sempre più spinta, richieda sempre una forte interdisciplinarità per una corretta interpretazione, e come i risultati di ogni studio possano avere una ricaduta di interesse teorico e pratico negli altri ambiti geologici.

## Applicazioni pratiche
La geologia è importante per la valutazione delle risorse idriche, per la previsione e la comprensione dei pericoli naturali (es. rischio idrogeologico), per l'individuazione ed il risanamento dei problemi ambientali, per la pianificazione territoriale e la realizzazione di opere pubbliche e private, per il rilevamento di risorse naturali ad esempio minerali ed idrocarburi (in primis petrolio e metano), per l'estrazione di molti materiali d'uso commerciale e industriale, per lo studio sui mutamenti del clima e dell'ambiente, per la conoscenza del sottosuolo (geognostica) e dei relativi parametri geotecnici, fondamentali per la corretta progettazione di qualunque opera costruttiva.